# Piotr Jurgenson
Piotr Iwanowicz Jurgenson, także Jürgenson (ros. Пётр Иванович Юргенсон; ur. 5 lipca?/17 lipca 1836 w Rewlu, zm. 20 grudnia 1903?/2 stycznia 1904 w Moskwie) – rosyjski wydawca muzyczny.

## Życiorys
Urodził się jako najmłodsze z dzieci w ubogiej rodzinie. Od 14. roku życia uczył się zawodu księgarza, pracował w Petersburgu jako sztycharz i sprzedawca nut w firmach Bernarda, Büttnera i Stiełłowskiego. Od 1859 roku był kierownikiem działu nutowego wydawnictwa Szildbacha w Moskwie. W 1861 roku założył własne wydawnictwo nutowe, w 1866 roku poszerzył jego działalność o wydawanie literatury muzycznej. Od 1867 roku posiadał własną drukarnię. Dzięki protekcji Nikołaja Rubinsteina został wprowadzony na salony, otrzymując stanowisko oficjalnego dostawcy konserwatorium, a także godność członka Cesarskiego Rosyjskiego Towarzystwa Muzycznego. Do 1903 roku jego firma przejęła 17 mniejszych wydawnictw działających w różnych miastach Imperium Rosyjskiego, stając się wiodącym wydawnictwem muzycznym w kraju, cenionym również za granicą. Przyjaźnił się z Piotrem Czajkowskim i był wieloletnim głównym wydawcą jego dzieł. Publikował partytury kompozytorów rosyjskich, m.in. Arienskiego, Bałakiriewa, Borodina, Dargomyżskiego, Glinki, Rimskiego-Korsakowa i Skriabina. Jako pierwszy w Rosji opublikował edycje zebranych dzieł fortepianowych Fryderyka Chopina, Roberta Schumanna i Felixa Mendelssohna. Publikował też wyciągi partytur z oper Richarda Wagnera. 
Od 1897 roku jego firma wydawnicza posiadała filię w Lipsku. W 1903 roku otworzył w Moskwie pierwszą bezpłatną czytelnię muzyczną. Opublikował łącznie ponad 20 tysięcy utworów muzycznych, a także ponad 150 książek i podręczników, w tym rosyjskie wydanie leksykonu i prac Hugo Riemanna.
Po śmierci Jurgensona prowadzenie wydawnictwa przejęli jego synowie, Boris i Grigorij. Po rewolucji październikowej firma została znacjonalizowana.